# Dirndl

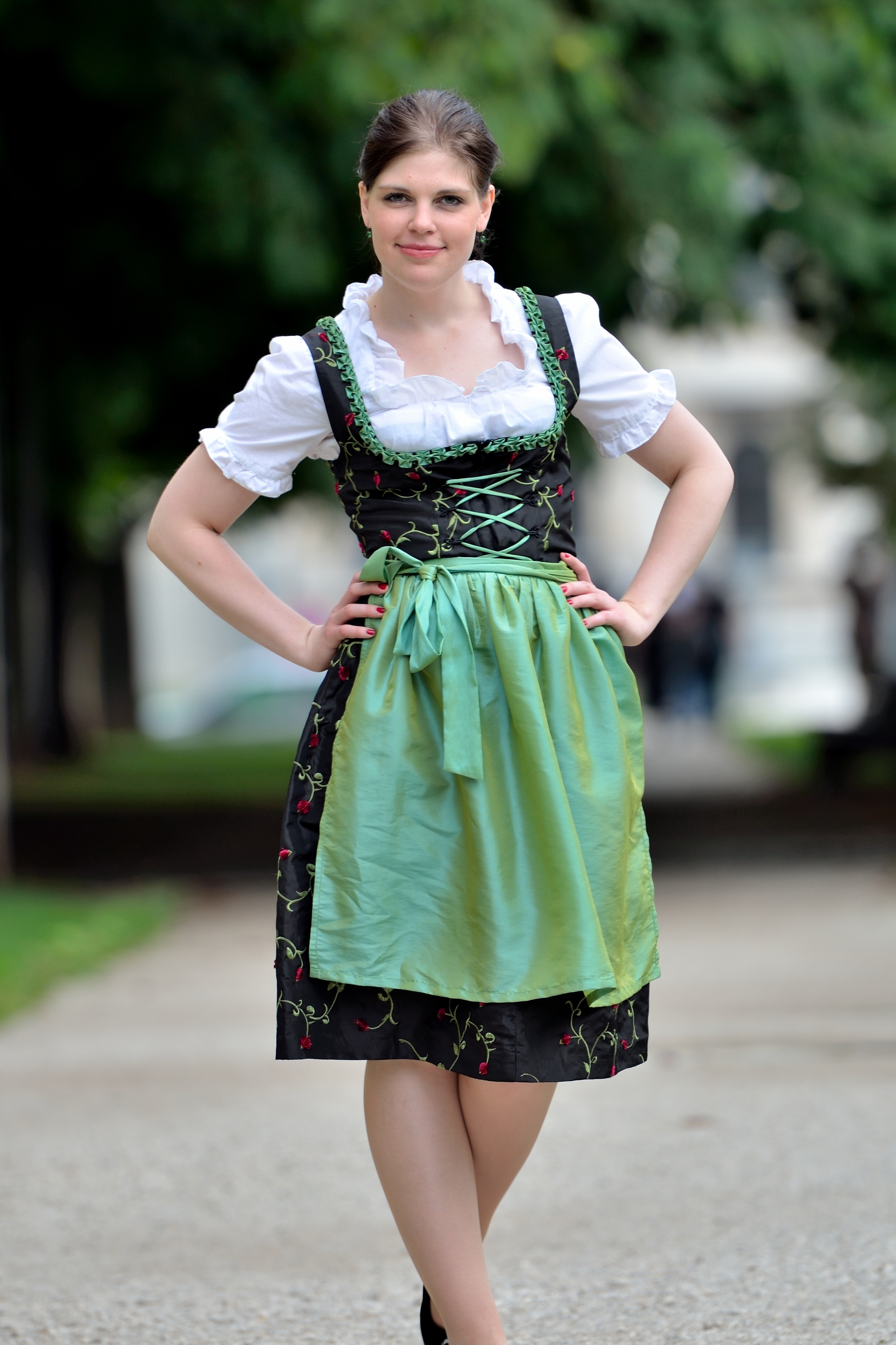
Cô gái mặc bộ dirndl hiện đại với độ dài váy trung bình.

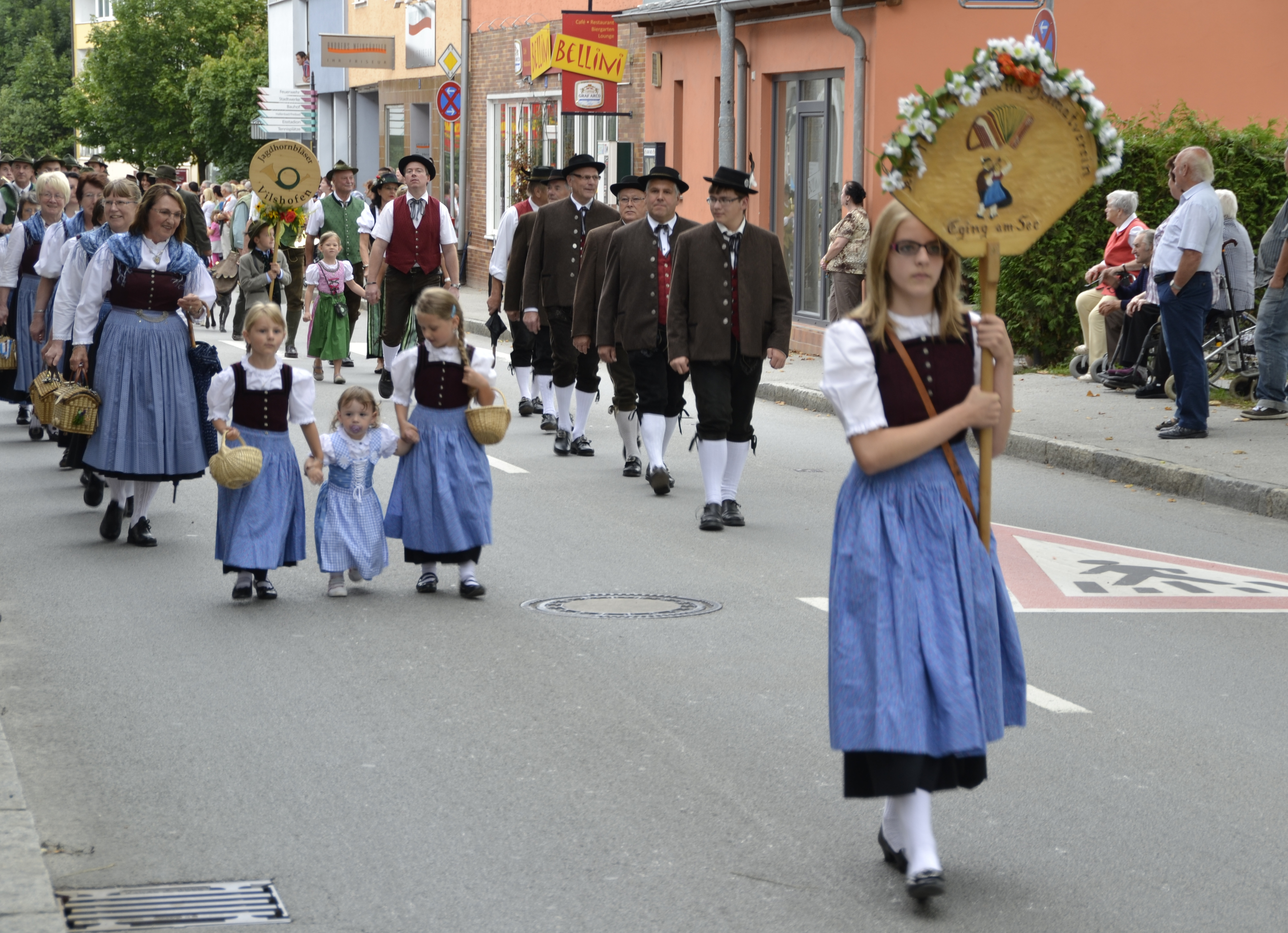
Trẻ em mang bộ trang phục dirndl tại lễ hội truyền thống ở Vilshofen an der Donau (Bayern), 2012

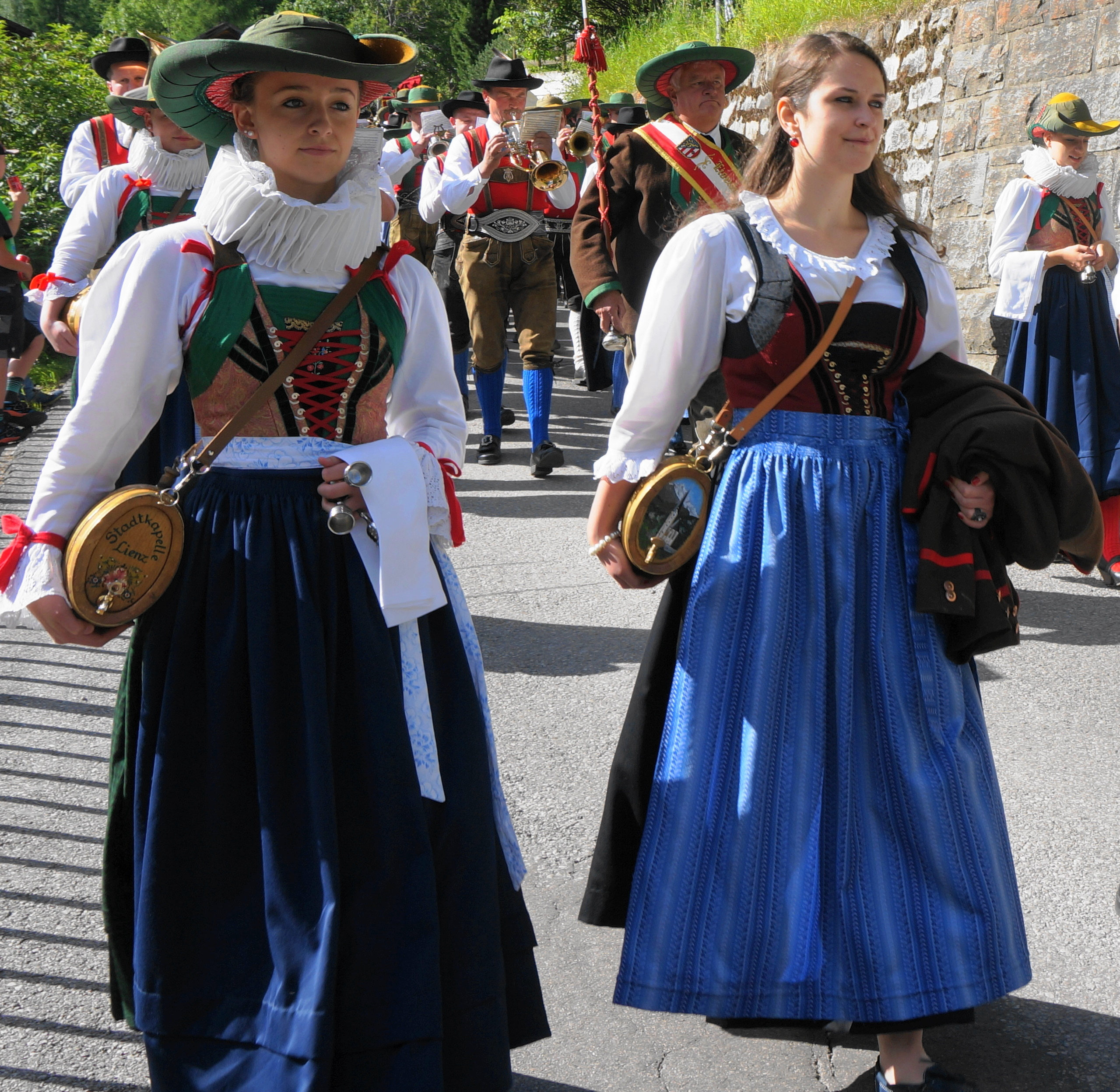
Bộ dirndl váy dài truyền thống từ Lienz ở Tirol, Áo, 2015

Dirndl (tiếng Đức: [ˈdɪʁndl̩] ⓘ) là bộ trang phục truyền thống của phụ nữ có nguồn gốc từ các khu vực nói tiếng Đức ở dãy núi Anpơ. Theo truyền thống, bộ trang phục được khoác lên bởi những cô gái ở bang Bayern (đông nam nước Đức), Áo, Liechtenstein, Thụy Sĩ và các vùng Alpes thuộc Ý. Dirndl bao gồm một chiếc áo liền thân có đường viền cổ thấp, một chiếc áo cánh khoác dưới vạt áo, một chiếc váy rộng lưng cao và một chiếc tạp dề.
Dirndl được xem là một trang phục truyền thống ở những quốc gia biết nói tiếng Đức. Bộ váy được phát triển như là quần áo của nông dân ở vùng núi Alps giữa thế kỷ 16 và 18. Ngày nay, nó thường được coi là trang phục truyền thống của phụ nữ ở các vùng nói tiếng Đức dọc dãy Anpơ. Bộ đồ ở những khu vực khác nhau đều có thiết kế riêng biệt. Trong khi, bộ đồ dành cho nam được gọi là Lederhosen.
Vào cuối thế kỷ 19, Dirndl đã được giới thượng lưu và trung lưu thích thú như một gu thời trang, và sau đó lan rộng ra ngoài khu vực xuất xứ của nó. Và thế, có rất nhiều loại thiết kế khác với thiết kế dân gian ban đầu. Dirndl cũng được mặc như một trang phục dân tộc của cộng đồng người Đức ở các quốc gia khác.

## Tên gọi
Dirndl có từ nguyên là Dirn(e). Đối với tiếng Đức ngày nay, từ Dirne có nghĩa là 'gái điếm', tuy nhiên nghĩa nguyên ban đầu của nó là 'cô gái trẻ'. Ở Bayern và Áo, Dirndl có thể có nghĩa là cô gái trẻ, bạn gái hoặc là bộ váy. Để tránh hiểu nhầm, bộ đồ có thể được gọi là Dirndlkleid (bộ đầm của cô gái trẻ) hoặc Dirndlgewand (quần áo của cô gái trẻ).
Dirndl là một từ của tiếng Đức chuẩn. Trong khi, đối với tiếng Đức ở Bayern và Áo (tiếng Bayern), hai từ Dirndl và Diandl có thể được sử dụng luân phiên nhau.

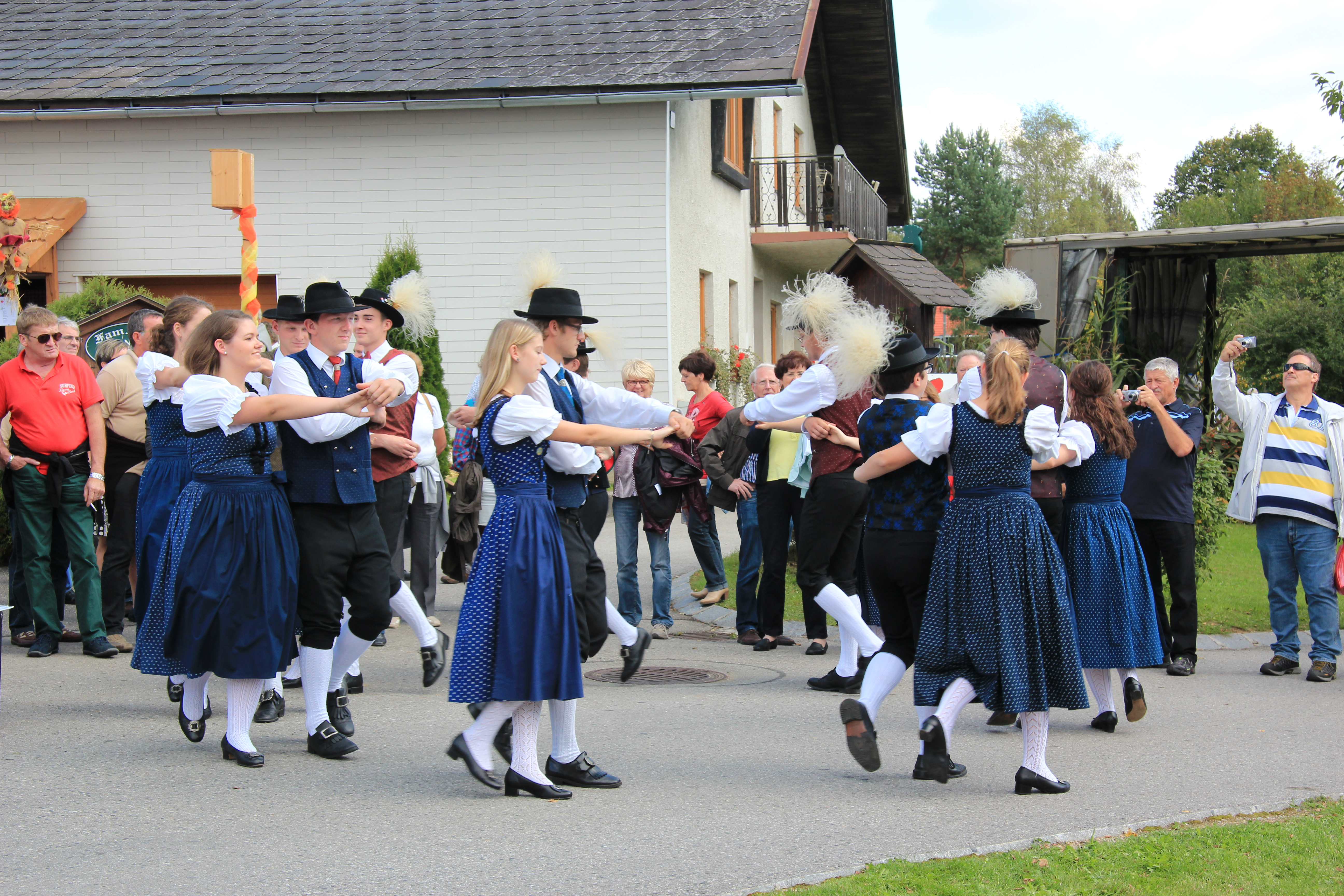
Phụ nữ mặc Dirndl màu xanh lam truyền thống từ vùng Wachau của Áo.

 Những người thuộc các nơi nói tiếng Đức có những ý kiến trái ngược nhau về việc liệu cái tên "Dirndl" có thể được sử dụng cho các thiết kế truyền thống cũng như hiện đại hay không. Một số diễn giả đã phân biệt rõ ràng giữa trang phục dân gian truyền thống (còn được gọi là Tracht) và "Dirndl", một từ mà họ chỉ sử dụng cho các thiết kế hiện đại. Ví dụ, học giả về Tracht, bà Thekla Weissengruber phân biệt giữa Tracht được làm mới (dựa trên các thiết kế lịch sử) và Trachtenbekleidung (quần áo Tracht), bao gồm Dirndl và Lederhosen. Bà nói: "Trong thể loại này, các thiết kế nói chung giữ nguyên mẫu trang phục lịch sử truyền thống; chỉ có chất liệu, độ dài váy và bố cục màu sắc thay đổi theo mùa và tương ứng với xu hướng đến từ các trung tâm thời trang." Sự khác biệt này giả định rằng thuật ngữ "Dirndl" chỉ mô tả quần áo có thiết kế hiện đại hơn.
Tuy nhiên, nhiều người nói tiếng Đức sử dụng thuật ngữ "Dirndl" và "Tracht" thay thế cho trang phục Dirndl nói chung, bất kể thiết kế là truyền thống hay hiện đại. Ví dụ như, học giả về Tracht Gexi Tostmann cũng sử dụng thuật ngữ "Dirndl" cho các thiết kế lịch sử. Dirndl có thể được gọi là "Tracht" khi nhóm người mặc nó chỉ sử dụng bộ đồ trong một thời gian dài. Điều này ngụ ý rằng một chiếc váy dựa trên các nguyên tắc thiết kế Tracht của vùng Alps cũng có thể được gọi là "dirndl", ngay cả khi nó đã có lịch sử hàng thế kỷ được ghi lại như một trang phục dân gian. Ví dụ: chiếc váy chấm bi màu xanh lam truyền thống của vùng Wachau của Áo có thể được gọi là "Tracht của người Wachau" hoặc là "bộ Dirndl mỗi ngày của người Wachau" Trong tiếng Anh, từ "Dirndl" được dùng thay thế cho cả thiết kế truyền thống lẫn hiện đại.

## Liên kết
- The essential Dirndl (and Lederhosen) guide – Austrian Tourist Office website
- German dirndl – Destination Munich
- The long history of a very special traditional costume – Oktoberfest website
- Traditional Costumes in South Tyrol – suedtirolerland.it